# NGC 7201
NGC 7201 este o galaxie situată în constelația Peștele Austral. A fost descoperită în 27 septembrie 1834 de către John Herschel. Se află la o distanță de 59,16 de megaparseci de Pământ.